# Wanon Niwat (huyện)
Wanon Niwat (tiếng Thái: วานรนิวาส) là một huyện (amphoe) ở phía bắc của tỉnh Sakon Nakhon, đông bắc Thái Lan.

## Địa lý
Các huyện giáp ranh (từ phía bắc theo chiều kim đồng hồ) là: Ban Muang, Kham Ta Kla, Akat Amnuai, Phanna Nikhom, Phang Khon, Sawang Daen Din và Charoen Sin.

## Hành chính
Huyện này được chia thành 14 phó huyện (tambon), các đơn vị này lại được chia ra thành 175 làng (muban). Wanon Niwat là một thị trấn (thesaban tambon) nằm trên một phần của tambon Wanon Niwat. Có 14 Tổ chức hành chính tambon.
| STT. | Tên               | Tên Thái   | Số làng | Dân số |  |
| ---- | ----------------- | ---------- | ------- | ------ |  |
| 1.   | Wanon Niwat       | วานรนิวาส   | 17      | 17.167 |  |
| 2.   | Duea Si Khan Chai | เดื่อศรีคันไชย | 15      | 11.753 |  |
| 3.   | Khua Kai          | ขัวก่าย      | 13      | 8.244  |  |
| 4.   | Nong Sanom        | หนองสนม    | 19      | 13.183 |  |
| 5.   | Khu Sakham        | คูสะคาม     | 9       | 5.610  |  |
| 6.   | That              | ธาตุ        | 21      | 13.709 |  |
| 7.   | Nong Waeng        | หนองแวง    | 6       | 4.689  |  |
| 8.   | Si Wichai         | ศรีวิชัย      | 14      | 8.729  |  |
| 9.   | Na So             | นาซอ       | 10      | 6.563  |  |
| 10.  | In Plaeng         | อินทร์แปลง   | 9       | 4.051  |  |
| 11.  | Na Kham           | นาคำ       | 10      | 4.427  |  |
| 12.  | Khon Sawan        | คอนสวรรค์   | 9       | 5.011  |  |
| 13.  | Kut Ruea Kham     | กุดเรือคำ    | 9       | 6.884  |  |
| 14.  | Nong Waeng Tai    | หนองแวงใต้  | 14      | 9.514  |  |